# Jorge Bilbao
Jorge Alain Bilbao Torrontegui (Bilbao, 27 giugno 1995) è un cestista spagnolo di origine basca.